# Ziva
Ziva (hebräisch זיוה, transkr.: Siwa; dt. hell, strahlend) ist ein hebräischer weiblicher Vorname und eine Variante von Ziv. Bei Živa handelt es sich hingegen um einen slowenischen weiblichen Vornamen.

## Namensträgerinnen

### Vorname
- Ziva Kunda (1955–2004), US-amerikanische Sozialpsychologin
- Ziva Rodann (* 1935), israelische Schauspielerin
- Ziva Schamir (* 1946), Professorin für hebräische Literatur an der Universität Tel Aviv
- Ziva Magnolya (* 2001), indonesische Sängerin und Schauspielerin

### Kunstfigur
- Ziva David, Rolle in einer Fernsehserie, durch die der Name vermutlich bekannter wurde